# Culex usquatissimus
Culex usquatissimus är en tvåvingeart som beskrevs av Dyar 1922. Culex usquatissimus ingår i släktet Culex och familjen stickmyggor. Inga underarter finns listade i Catalogue of Life.